# Wolfgang Schüler (Fußballspieler)
Wolfgang Schüler (* 17. Februar 1958 in Freiburg im Breisgau; † 24. April 2024) war ein deutscher Fußballspieler.

## Sportliche Laufbahn
Schüler spielte in der Jugend bei Eintracht Freiburg, ehe er sich dem SC Freiburg anschloss. Mit dem Klub gewann er 1978 die 1. Amateurliga Südbaden, in der Baden-Württemberg-Gruppe der Aufstiegsrunde zur 2. Bundesliga setzte sich die Mannschaft vor dem SSV Ulm 1846, dem SSV Reutlingen 05, und dem FV 09 Weinheim durch und stieg in die Zweitklassigkeit auf. Schüler entschied sich jedoch zum Abschied und wechselte innerhalb Badens zum Karlsruher SC. Unter Trainer Manfred Krafft war er hier direkt Stammspieler, am Ende der Spielzeit 1978/79 standen für den Offensivspieler jedoch lediglich vier Saisontore zu Buche.
Schüler kehrte für eine Spielzeit zum SC Freiburg zurück, den er mit 14 Saisontoren auf den sechsten Tabellenplatz führte. Parallel war der KSC über Erfolge gegen Rot-Weiss Essen in der Relegation in die Bundesliga aufgestiegen. Für Karlsruhe trat er in den folgenden beiden Spielzeiten in der Bundesliga an, mit vier bzw. fünf Saisontoren stand er erneut nur im Schatten von Stephan Groß, Emanuel Günther und Gerhard Bold.
Im Herbst 1982 lotste Manfred Krafft Schüler zum SV Darmstadt 98, der aus der Bundesliga abgestiegen war. Angesichts einer prekären finanziellen Lage war der Klub mit dem Ziel des direkten Wiederaufstiegs in die zweite Liga gestartet und hatte sich hierzu insbesondere mit Wolfgang Trapp und Luděk Macela verstärkt, jedoch blieben die Erfolge aus. Daher sortierte der Klub einige Spieler aus und holte zum 1. November Schüler und Rolf Dohmen vom KSC sowie in der Winterpause mit Zdeněk Nehoda einen Europameister von 1976 ans Böllenfalltor. Am Ende der Saison hatte der Verein als Tabellensiebter trotz 21 Saisontoren von Bodo Mattern – Schüler war in 22 Spielen achtmal erfolgreich gewesen – den Wiederaufstieg verpasst und sich die Verbindlichkeiten auf über 8 Millionen DM erhöht.
Im Zuge einer bei den Darmstädtern angestoßenen Konsolidierung kehrte Schüler zum KSC zurück, der in die Zweite Liga abgestiegen war. Dieses Mal bildete er mit Günther ein schlagkräftiges Sturmduo. Während sich Günther in der Spielzeit 1983/84 mit 30 Saisontoren gleichauf mit Roland Wohlfarth vom MSV Duisburg zum Zweitliga-Torschützenkönig krönte, gehörte Schüler mit 19 Saisontoren ebenfalls zu den zehn besten Torschützen der Liga. Mit 25 Siegen in 38 Spielen schaffte die Mannschaft den direkten Wiederaufstieg. Schüler folgte jedoch einem Angebot von Borussia Dortmund, als Nachfolger verpflichtete der KSC den mit 17 Saisontoren für den SC Freiburg erfolgreichen Joachim Löw.
Kurz nach seinem Antritt beim BVB im Sommer 1984 zeigte sich jedoch, dass sich der Klub beim Versuch, sich nach jeweils zwei sechsten und siebten Plätzen in den Vorjahren im vorderen Ligadrittel zu etablieren, finanziell übernommen hatte. Der Verein hatte sich mit 8,3 Millionen DM verschuldet, das Dortmunder Amtsgericht ernannte im Oktober einen Notvorstand. Zwar wurde ein Lizenzentzug durch etliche lokale Sponsoren abgewehrt, sportlich konnte die Mannschaft jedoch nicht mehr an die Ergebnisse der Vorjahre anknüpfen. Schüler gehörte mit sechs bzw. vier Saisontoren in seinen beiden Spielzeiten bei der Borussia jeweils zu den fünf besten vereinsinternen Torschützen. In der Saison 1985/86 musste der Verein als Sechzehnter in die Relegation. Nach einer 0:2-Niederlage bei Fortuna Köln rettete im Rückspiel erst der 3:1-Treffer von Jürgen Wegmann in der Nachspielzeit den Klub und erzwang ein Wiederholungsspiel. Während Schüler bei den beiden regulären Spielen jeweils in der Startformation gestanden hatte, kam er beim 8:0-Erfolg im Düsseldorfer Rheinstadion lediglich als Einwechselspieler zum Zuge. Mit Frank Mill und Norbert Dickel verpflichtete der Klub zwei neue Stürmer, Schüler verließ den Verein.
Mit Blau-Weiß 90 Berlin fand Schüler erneut einen Klub in der Bundesliga. An der Seite von Karl-Heinz Riedle und Bodo Mattern gehörte er zu den torgefährlichsten Spielern des Aufsteigers, dennoch verpasste die Mannschaft den Klassenerhalt. In der zweiten Liga traf er erneut zweistellig, jedoch verpasste der Verein als Tabellensiebter den Wiederaufstieg. Daher wechselte er erneut in die Bundesliga und schloss sich den Stuttgarter Kickers an. Hier musste er erneut einen Bundesligaabstieg hinnehmen. 1990 ging er zum 1. FC Saarbrücken. Als Sturmduo mit Michael Preetz führte er den Klub mit elf Saisontoren in der Spielzeit 1991/92 zur Meisterschaft in der Südgruppe. Trainer Peter Neururer setzte jedoch in der ersten Liga nicht mehr auf den mittlerweile 35-Jährigen, der parallel seine Trainerausbildung abschloss. Daher beendete er nach dem direkten Wiederabstieg im Sommer 1993 seine Karriere.

## Weiterer Werdegang
Nach seinem Karriereende begann Schüler eine Tätigkeit im Bereich der betrieblichen und privaten Altersvorsorge. Wolfgang Schüler starb nach schwerer Krankheit am 24. April 2024 im Alter von 66 Jahren.